# Aeroportul La Plata
Aeroportul La Plata (IATA: LPG, ICAO: SADL) este un aeroport din Buenos Aires, Argentina ce deservește zona La Plata. Aeroportul a fost tranzitat în martie 2021 de 0 pasageri. A fost numit după zona deservită.
Situat la o altitudine de 21 m, aeroportul dispune de 2 piste.

## Infrastructură

### Piste
Aeroportul dispune de 2 piste. Pista 02/20 are suprafața de asfalt și dimensiunile 1.427 m × 45 m. Pista 14/32 are suprafața de asfalt și dimensiunile 1.200 m × 23 m. 